# مي البغلي
مي جاسم محمد البغلي، وزيرة الشؤون الاجتماعية والتنمية المجتمعية ووزير دولة لشؤون المرأة والطفولة الكويتية منذ 16 أكتوبر 2022، وزرت في حكومة أحمد النواف الثانية بعد إعادة تشكيلها.

## السيرة الذاتية
- بكالوريوس هندسة مدنية جامعة الكويت.
- مهندس محترف في تخصص الهندسة المدنية من جمعية المهندسين.
- أخصائي هندسة قيمية.
- مهندس برامج زمنية.
- كبيرة مهندسين بديوان المحاسبة.
- عضو سابقة في لجنة التنمية المستدامة بديوان المحاسبة.
- عضو بجمعية المهندسين.